# Brasão de Belo Jardim
O Brasão de Belo Jardim foi criado oficialmente em 23 de abril de 1977, os autores do brasão foram: Dr. José Albérico Batista – Emenda Lei e Promugação e Dr. José Osório C. Neto – Criação e Elaboração da composição artística. O Prefeito na época era José Fábio Galvão.
Ementa: Cria o “Brasão de Armas”, representativo do Município do Belo Jardim e das outras providências.
Art. 1º - Fica criado, através da presente Lei, o Brasão de Armas representativo do Município de Belo Jardim.
Art. 2º - Fica o Poder Executivo autorizado, nos termos desta Lei, a regulamentar onde deverá ficar o Brasão de Armas representativo do município de Belo Jardim.
Art. 3º - O Brasão de Armas representativo do Município de Belo Jardim tem a seguinte decisão:
1 – Um leão acima do escudo, tendo abaixo do seu corpo um livro que significam: Uma homenagem prestada ao Estado de Pernambuco, amparo e o respeito ao saber;
2 – O escudo de cor alaranjada, serve de proteção a tudo que diz respeito ao desenvolvimento do Município. Observamos três círculos de cor amarelo-ouro, representando os distritos, que cooperam na proteção e engrandecimento econômico e social do Município;
3 – No círculo ovulado, encontramos as representações das indústrias, dos campos e dos brejos; a árvore é uma homenagem às flores assim como ao “Tambor” cujo nome científico é ENTEROLOBIUM CONTORTISILIQUUN que se incorporou a nossa história, e finalmente o Rio Bitury fonte de todo nosso progresso;
4 – Mais abaixo, ainda dentro do círculo ovulado, em fundo amarelado-ouro, figura a representação da pomba da paz;
5 – O Brasão em si está protegido por dois ramos que se comunicam, sendo um de café e outro de tomate, culturas fundamentais da agricultura de Belo Jardim;
6 – Em baixo, com base de todo sistema, sustentando o Brasão, uma faixa branca, com a data representativa da Emancipação Política: 11 de setembro de 1928;
Art. 4º - A presente Lei entrará em vigor na data de sua publicação.
Art. 5º - Revogou-se as disposições do substituto.
Gabinete do Prefeito Municipal, em 23 de abril de 1977
José Fábio Galvão
- Prefeito –
Autores do Brasão:
Dr. José Albérico Batista – Emenda Lei e Promugação.
Dr. José Osório C. Neto – Criação e Elaboração da composição artística.